# NGC 6161
NGC 6161 este o galaxie situată în constelația Hercule. A fost descoperită în 30 iunie 1870 de către Édouard Stephan⁠(d). Se află la o distanță de 147,9 de megaparseci de Pământ.